# Jaszuny (stacja kolejowa)
Jaszuny (lit. Jašiūnai, ros. Яшюнай) – stacja kolejowa w miejscowości Jaszuny, w rejonie solecznickim, na Litwie. Leży na linii Równe – Baranowicze – Wilno.
Stacja istniała przed II wojną światową.